# Communauté rurale de Komoti
La communauté rurale de Komoti  gourel Bocar est une communauté rurale du Sénégal située à l'est du pays. 
Elle fait partie de l'arrondissement de Dianké Makha, du département de Goudiry et de la région de Tambacounda.